# W dobrą stronę
„W dobrą stronę” – pierwszy singel polskiego piosenkarza Dawida Podsiadły, promujący jego drugi album studyjny, zatytułowany Annoyance and Disappointment. Singel swoją premierę miał 28 września 2015 roku. Nagranie otrzymało w Polsce status diamentowej płyty, przekraczając liczbę 100 tysięcy sprzedanych kopii.

## Lista utworów
Opracowano na podstawie materiału źródłowego.
1. „W dobrą stronę” – 3:34

## Notowania
Pozycje na listach airplay
| Kraj   | Lista (2015–16)   | Najwyższa pozycja |
| ------ | ----------------- | ----------------- |
| Polska | AirPlay – Top     | 1                 |
| Polska | AirPlay – Nowości | 4                 |

Pozycje na radiowych listach przebojów
| Kraj   | Lista (2015–16)                                      | Najwyższa pozycja |
| ------ | ---------------------------------------------------- | ----------------- |
| Polska | Polskie Radio Program III (Lista Przebojów Trójki)   | 1                 |
| Polska | RMF FM (Poplista)                                    | 1                 |
| Polska | Radio Zet (Lista Przebojów Radia Zet)                | 1                 |
| Polska | Polskie Radio Szczecin (Szczecińska Lista Przebojów) | 2                 |
| Polska | Radio Koszalin (Złota Trzydziestka)                  | 2                 |
| Polska | Radio PiK (Lista Przebojów Radia PiK)                | 3                 |
| Polska | Radio Zachód (Mniej Więcej Lista)                    | 5                 |

## Nagrody i wyróżnienia
| Rok  | Konkurs                                  | Kategoria                       | Rezultat   |
| ---- | ---------------------------------------- | ------------------------------- | ---------- |
| 2015 | Podsumowanie portalu T-Mobile Music      | Najlepsze polskie piosenki 2015 | 5. miejsce |
| 2015 | Najlepsze teledyski według Medleyland.pl | Najlepszy ze świata             | 2. miejsce |